# Бёрни, Линда
Линда Джин Бёрни (англ. Linda Jean Burney; род. 25 апреля 1957, Уиттон, Новый Южный Уэльс, Австралия) — австралийский политик и общественный деятель, представительница народа вираджури. Первая аборигенка, избранная в парламент Нового Южного Уэльса, и первая аборигенка, ставшая членом Палаты представителей Австралии.

## Биография

### Ранние годы и образование
Линда Бёрни родилась в 1957 году в Уиттоне, Новый Южный Уэльс. Она принадлежит к народу вираджури. Была воспитана своей двоюродной бабушкой и дядей. Окончила Mitchell College of Advanced Education (ныне Чарльз Стерт университет), став одной из первых аборигенок, получивших диплом преподавателя в 1978 году.

### Карьера в образовании и общественной деятельности
После получения диплома работала учительницей в западном Сиднее. В 1981 году присоединилась к Консультативной группе по образованию аборигенов Нового Южного Уэльса (NSW AECG), где с 1988 по 1998 год занимала пост президента. В 1998 году стала заместителем генерального директора, а затем генеральным директором Министерства по делам аборигенов Нового Южного Уэльса.

### Политическая карьера
В 2003 году Бёрни была избрана в Законодательное собрание Нового Южного Уэльса от округа Кентербери, став первой аборигенкой, избранной в парламент штата. С 2008 по 2011 год занимала пост министра по делам общин, а с 2011 по 2016 год была заместителем лидера оппозиции в парламенте Нового Южного Уэльса.
В 2016 году была избрана в Палату представителей Австралии от округа Бартон, став первой аборигенкой, избранной в нижнюю палату федерального парламента. С 1 июня 2022 года по 29 июля 2024 года занимала пост министра по делам аборигенов в правительстве Энтони Албанезе.

### Личная жизнь
Была замужем за Риком Фарли, который скончался в 2006 году. У них двое детей.

## Награды и признание
В 2001 году награждена Медалью Столетия за вклад в образование и общественную деятельность.